# Mariä Opferung (Westen)

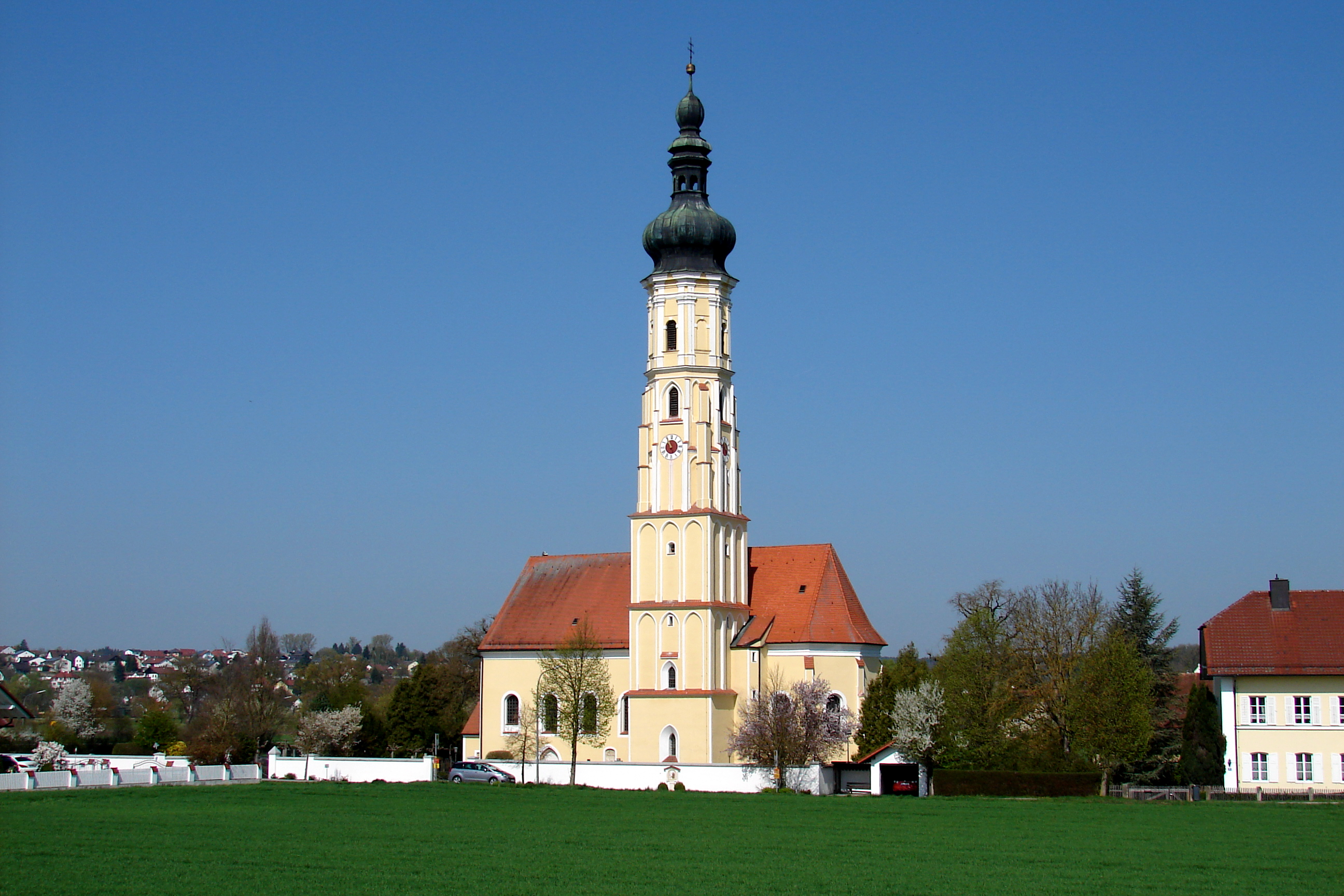
Außenansicht der Pfarrkirche Mariä Opferung in Westen von Südosten (Bahnhof Niederlindhart)

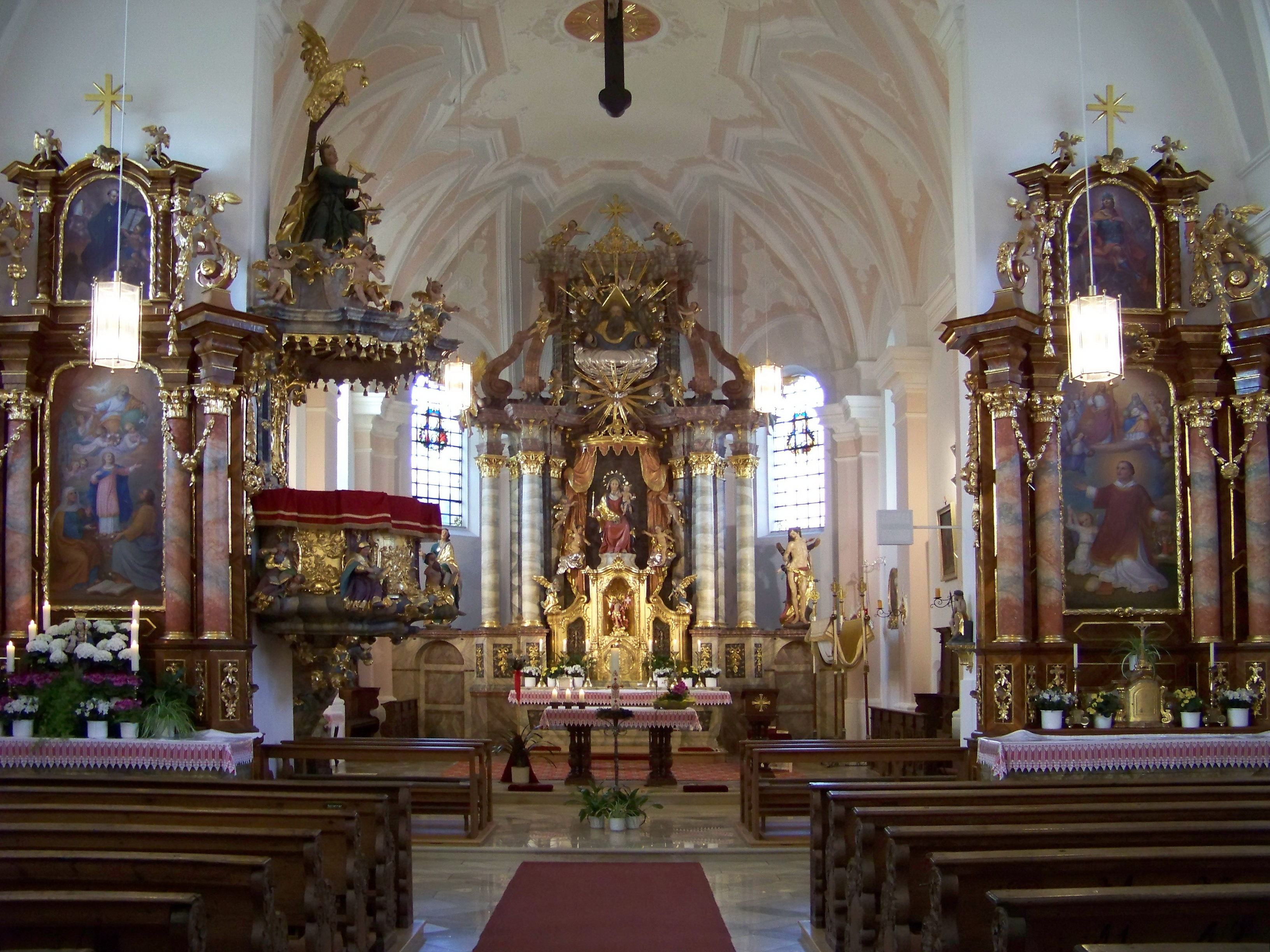
Innenansicht

Die römisch-katholische Pfarrkirche Mariä Opferung in Westen, einem Ortsteil des Marktes Mallersdorf-Pfaffenberg im niederbayerischen Landkreis Straubing-Bogen, ist eine im Kern spätgotische Saalkirche, die im ausgehenden 15. Jahrhundert erbaut und im 18. Jahrhundert barock umgestaltet wurde. Der stattliche Bau mit 60 Meter hohem Turm, die reiche Ausstattung sowie die 1627 gegründete und bis heute bestehende Rosenkranzbruderschaft zeugen von der einstigen Bedeutung als Wallfahrtskirche und rechtfertigen den volkstümlichen Beinamen Dom im Labertal. Das Patrozinium der Pfarrkirche wird am Gedenktag Unserer Lieben Frau in Jerusalem, dem 21. November, gefeiert. Das Gotteshaus ist als Baudenkmal unter der Nummer D-2-78-148-44 beim Bayerischen Landesamt für Denkmalpflege eingetragen.

## Geschichte
Durch Ausgrabungen sind an der Stelle der heutigen Pfarrkirche eine frühromanische Kirche, ein Saalbau mit eingezogenem Rechteckchor aus dem späten 10. Jahrhundert sowie ein romanischer Bau aus der Zeit um 1230/40 belegt.
Die heutige Pfarrkirche geht im Kern auf einen spätgotischen Bau zurück, der sich im Wesentlichen bis heute erhalten hat. Zur Finanzierung des Neubaus dürfte entscheidend beigetragen haben, dass zehn Kardinäle im Jahr 1483 zum Bau ut Parochialis Ecclesia beate Marie in Westenkirchen an bestimmten Festtagen Ablässe gewährten, was außerdem die damalige Bedeutung Westens als Marienwallfahrtsort unterstreicht. Aus dieser Zeit stammen der Chor, das Langhaus bis etwa zur Traufhöhe, Teile des Turmes (der dreigeschossige Unterbau mit Turmkapelle und Oratorium sowie das untere Oktogongeschoss) sowie das Nordportal. Das nach Süden weisende Portal wurde etwas später, wohl um 1500, erstellt. Wie die architektonischen Formen am Turm zeigen, wurde der Kirchenbau in der für die Landshuter Bauhütte typischen Backsteintechnik ausgeführt.
Nachdem die Pfarrrechte im 17. Jahrhundert an das Kloster Mallersdorf übergegangen waren, bemühte sich dieses im 18. Jahrhundert um eine neue, dem Zeitgeschmack entsprechende Ausstattung der Kirche. Unter Abt Heinrich Widmann wurden 1741 die beiden Seitenaltäre angeschafft; außerdem erhielt der Turm einen barocken Abschluss mit Zwiebelhaube. Unter Abt Gregor Schwab folgte im Jahr 1787 ein neuer Hochaltar, der mit Statuen des berühmten Landshuter Rokokobildhauers Christian Jorhan d. Ä. bestückt wurde. Wie auch die Seitenaltäre wurden die Kistlerarbeiten am Hochaltar von der Mallersdorfer Klosterschreinerei ausgeführt, der somit ein bedeutender Anteil an der Ausstattung zukommt. Komplettiert wurde die Barockausstattung im Jahr 1860 mit der Kanzel, die der Westener Pfarrer Stern für 175 Gulden aus der Pfarrkirche von Atting bei Straubing erwarb. Die dortige barocke Kirche samt Ausstattung musste nämlich einem neugotischen Neubau weichen.
Eine einschneidende Veränderung erfuhr die Pfarrkirche durch eine Restaurierung im Jahr 1914. Nachdem im 19. Jahrhundert offenbar das Patrozinium von Mariä Himmelfahrt (belegt z. B. durch die Angabe im Regensburger Matrikel von 1665: Titulus ecclesiae parochialis B. V. Assumpta) auf Mariä Opferung gewechselt worden war, erfolgte hierbei auch eine Neuausstattung mit liturgiegeschichtlich interessanter, teils didaktisch anmutender Ausrichtung entsprechend dem neuen Patronatsfest. Dazu wurden beispielsweise Veränderungen an den drei Altären vorgenommen, Glasfenster aus der Werkstatt Schneider in Regensburg eingebaut sowie eine Plastik der Mutter Anna, die Maria das Lesen lehrt, aus der Pfarrkirche Taufkirchen (Vils) erworben. Außerdem wurde der neoklassizistische Stuck angebracht.

## Architektur

### Außenbau

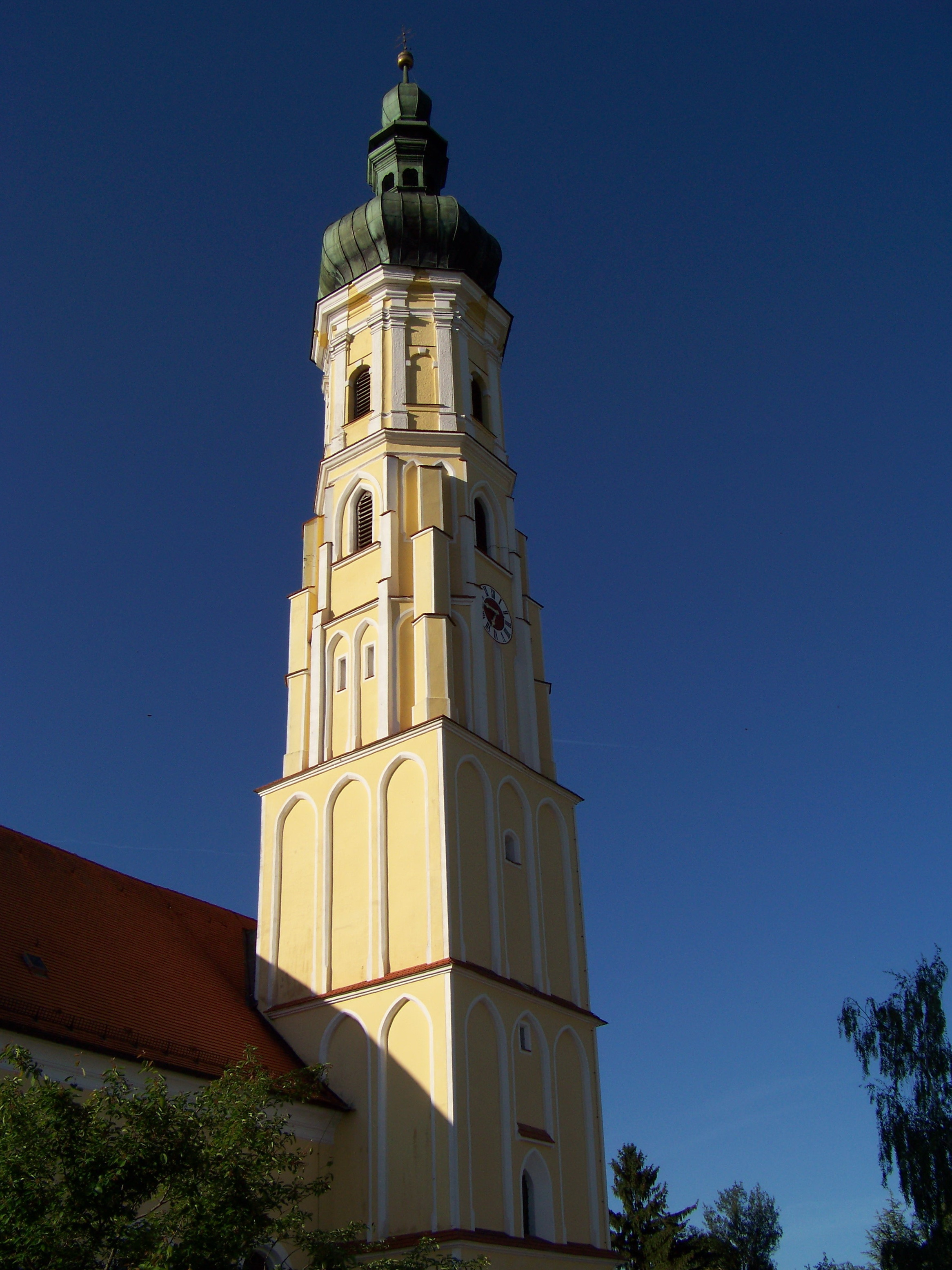
Turm

Das markante Erscheinungsbild des Kirchenbaus, das diesem den Beinamen Dom im Labertal erbracht hat, beruht im Wesentlichen auf dem 60 Meter hohen, fünfgeschossigen Turm, der „pfeilergleich einen mächtigen Vertikalakzent in den Laberauen setzt und mit dem umliegenden Baumbestand ein besonders malerisches Bild vermittelt“. Der dreigeschossige Unterbau über quadratischem Grundriss wird durch spätgotische Spitzbogenblenden gegliedert. Die Geschosstrennung erfolgt durch umlaufende, ziegelgedeckte Gesimse. Knapp über Firsthöhe geht der Turm an einem weiteren Gesims, vermittelt durch Strebepfeiler, wie sie aus der Landshuter Bauhütte bekannt sind, in den oktogonalen Oberbau über. Dieser enthält neben weiteren Spitzbogenblenden nach vier Seiten Turmuhren und, aufgeteilt auf beide Oktogongeschosse, zwei übereinander liegende Schallöffnungen. Während das untere Oktogongeschoss noch dem spätgotischen Stil zugerechnet werden muss, entstand das obere erst bei dem Umbau im Jahr 1741. Es enthält Rundbogenblenden und wird von flachen toskanischen Pilastern gegliedert. Den oberen Abschluss bildet eine eingeschnürte Zwiebelhaube mit formschöner Laterne. Das barocke Obergeschosses wird in der Literatur dem Landshuter Hofmaurermeister Johann Georg Hirschstötter zugeschrieben.
Wie auch der Turm ist der gesamte, nach Osten ausgerichtete Kirchenbau gelb getüncht. Er umfasst neben dem Langhaus zu vier Fensterachsen einen deutlich eingezogenen, dreijochigen Chor mit Fünfachtelschluss, der außen von mehrfach abgesetzten Strebepfeilern gegliedert wird. Beide Baukörper sind gleich hoch und unter einem gemeinsamen Satteldach vereinigt. Die ursprünglich spitzbogigen Fensteröffnungen, die allesamt mit weißen Lisenen versehen sind, wurden bei der Barockisierung der Kirche ausgerundet. Während sich der Turm auf der Südseite in den Winkel zwischen Langhaus und Chor schmiegt, wurde auf der Nordseite im 19. Jahrhundert gerade dort eine neue Sakristei angebaut. An die ansonsten ungegliederte Westfassade ist eine kleine, geschlossene Vorhalle angefügt, die das Westportal aus der Zeit des ersten Barockumbaus um 1740 enthält. Dies ist heute der einzige Zugang zum Kircheninneren; die gotischen Portale auf der Süd- und Nordseite wurden zugesetzt, deren spitzbogige Konturen sind aber von außen noch gut zu erkennen.

### Innenraum
Der Innenraum der Pfarrkirche wurde unter dem Mallersdorfer Abt Heinrich Widmann um 1740 barock überformt. Langhaus und Chor von einem barocken Tonnengewölbe mit Stichkappen überspannt, das mächtigen Wandpfeilern mit weit vorgekröpften Kapitellen ruht und mit neoklassizistischem Stuck verziert ist. Im rückwärtigen Langhausjoch wurde im Rahmen der Kirchenrenovierung 1914 eine Doppelempore eingezogen, deren oberes Geschoss die Orgel trägt. Vom Chor aus ist die im Turmerdgeschoss untergebrachte Taufkapelle zugänglich, die auch zur Aufbewahrung einiger wertvoller Grabsteine dient. Diese wurde früher als Sakristei genutzt und ist nicht barock überformt. Somit stammt das aus Spitzkonsolen entspringende Sterngewölbe noch aus der Erbauungszeit der Kirche um 1480. Es mündet in einen Schlussstein, der mit einem Relief der Mutter Gottes mit Jesuskind verziert ist.

## Ausstattung

### Westportal
Das barocke Westportal, das bei dem 1741 durchgeführten Umbau entstand, besteht aus einem steinernen Türstock, in den bei der jüngsten Renovierung eine neue, zweiflügelige Holztür eingesetzt wurde. Das weit vorkragende Gesims am Türsturz wird von zwei ionisierenden Pilastern getragen. Darüber befindet sich in einer Mauernische eine Figur der Maria Immaculata, einer Mutter Gottes mit Jesuskind auf einer Weltkugel. Die Nische wird von vier Volutenpilastern eingerahmt, wovon zwei nach vorne zum Betrachter und zwei nach den Seiten zeigen. Diese tragen ein weiteres, segmentbogig nach oben ausschweifendes Gesims, welches das Portal bekrönt. Um das Portal vor der Witterung zu schützen, wurde in jüngerer Zeit ein kleiner, geschlossener Vorbau an die Westfassade der Pfarrkirche angefügt.

### Kanzel

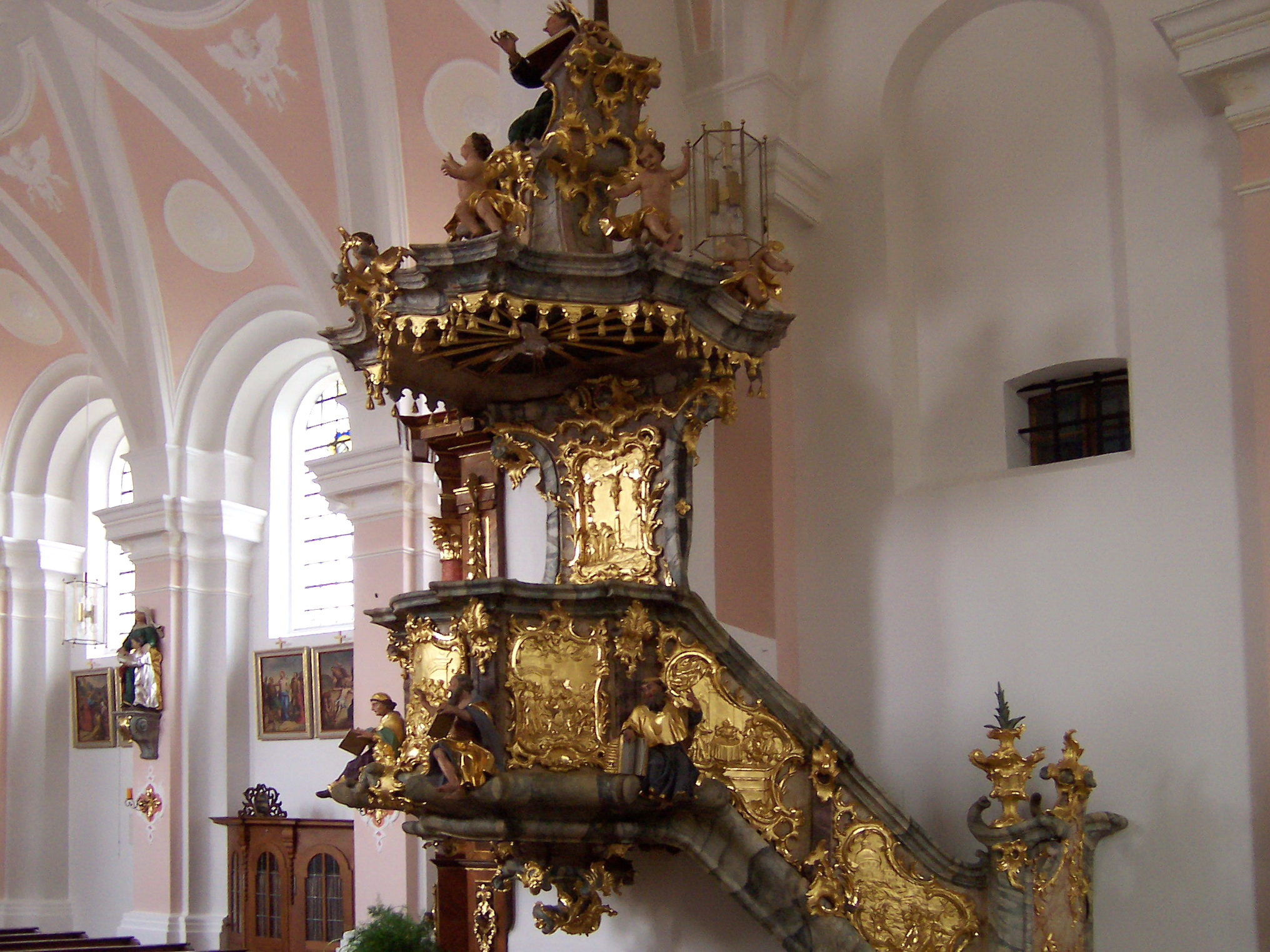
Rokoko-Kanzel

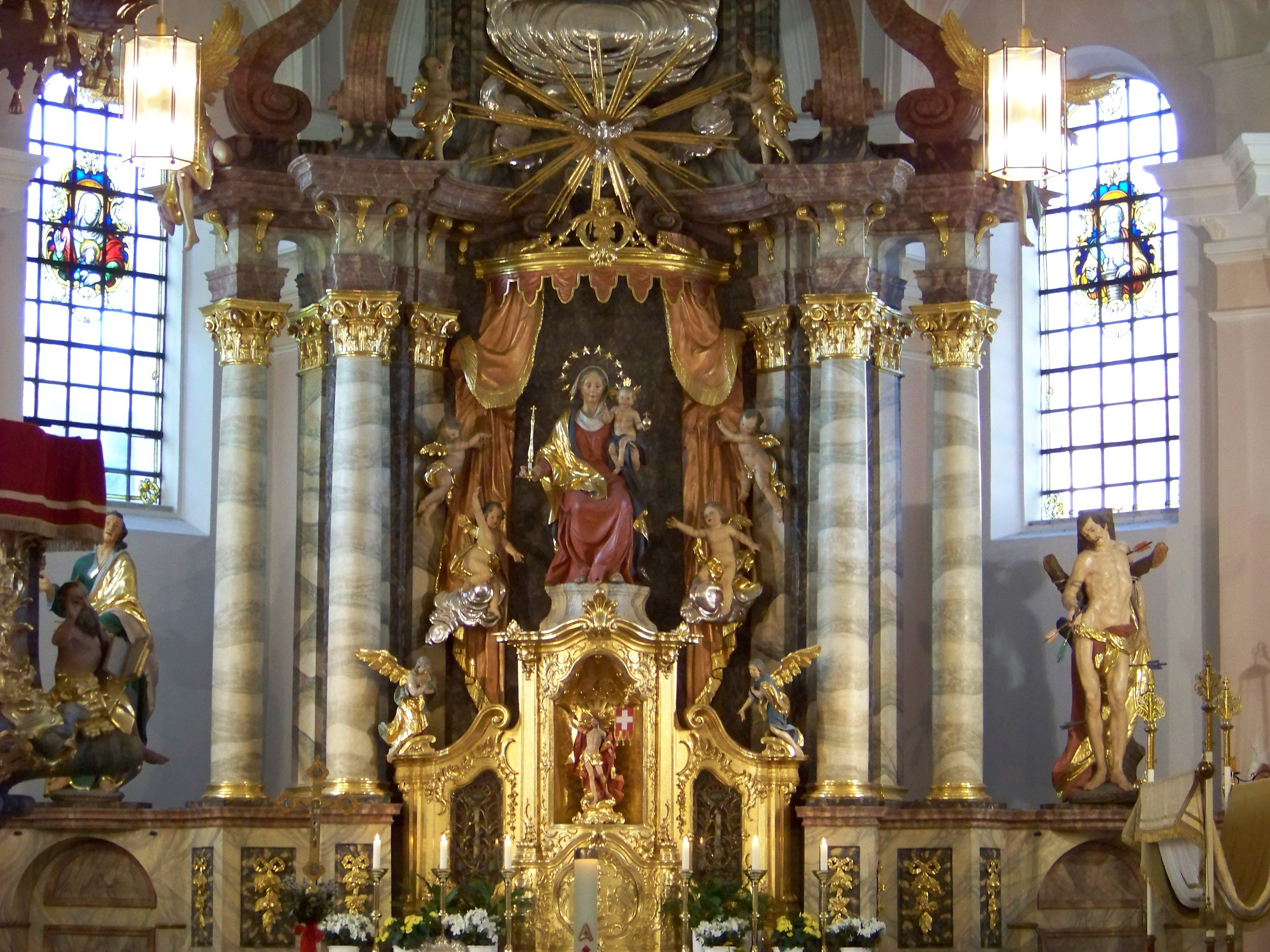
Rokoko-Hochaltar

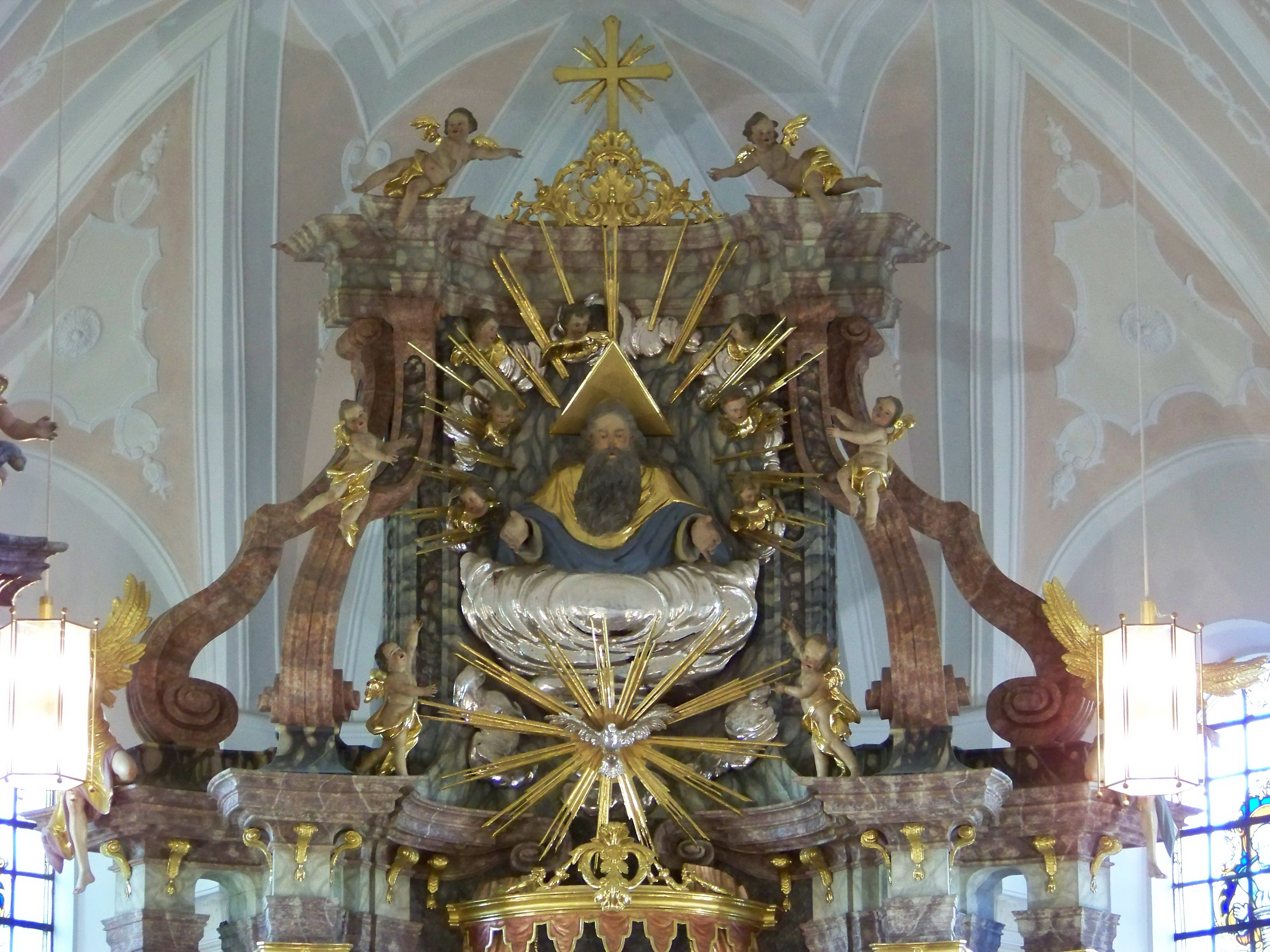
Auszug des Hochaltares

Bedeutendstes Ausstattungsstück der Westener Pfarrkirche ist die Rokoko-Kanzel aus der Zeit um 1755, die aus der Werkstatt des Straubinger Bildhauers Mathias Obermayr stammt. Sie kam im Jahr 1860 aus der Pfarrkirche Atting, die damals zugunsten eines neugotischen Baus abgebrochen wurde, nach Westen und komplettierte hier die Barockausstattung der Pfarrkirche. Sie ist auf der Nordseite am Chorbogen, also unmittelbar neben dem linken Seitenaltar, angebracht. An dem geschwungen berandeten Kanzelkorb befinden sich Figuren der vier Kirchenväter mit ihren Attributen (von links nach rechts): Augustinus mit dem Kind, Gregor der Große mit der Tiara, Hieronymus mit dem Löwen und Ambrosius mit dem Bienenkorb.
Dazwischen befinden sich vergoldete Reliefs in Rocaille-Rahmen (von links nach rechts): Verklärung Christi am Berg Tabor, das letzte Abendmahl, Marter des Johannes im Ölkessel. Weitere Reliefs befinden sich am Treppenaufgang – Johannes mit dem Giftbecher des Aristodemus, Johannes und Petrus mit dem Lahmgeborenen – und an der Rückwand der Kanzel – Kreuzigungsgruppe mit Johannes und Maria. Das theologische Anliegen des Reliefzyklus ist es also, verschiedene Begebenheiten aus dem Leben des Evangelisten Johannes zur Passion Christi in Beziehung zu setzen. Auf dem Schalldeckel befindet sich schließlich eine plastische Darstellung des Johannes auf Patmos, der gerade seine Offenbarung niederschreibt. Darüber erhebt sich ein vergoldeter Adler, sein Attribut.

### Altäre
Der Hochaltar aus dem Jahr 1787 ist eine qualitätvolle Rokokoarbeit der Mallersdorfer Klosterschreinerei. Der Aufbau wird zwei Säulenpaaren und zwei flachen Pilastern, allesamt mit vergoldeten, ionisierenden Kapitellen, getragen. Die mächtigen Rundsäulen rahmen den stattlichen, vergoldeten Tabernakel mit Aussetzungsnische und Anbetungsengeln sowie die darüber, auf einem Sockel, stehende Marienfigur mit Kind. Maria trägt dabei ein Zepter in ihren rechten Hand, ihr Haupt wird von einem Strahlenkranz umspielt; das Jesuskind hält als Zeichen seiner Macht einen vergoldeten Reichsapfel in der linken Hand, während die Rechte zum Segensgestus erhoben ist. Die Figur wird von einem Baldachin bekrönt; herabwallende Draperien werden scheinbar von vier Putten zurückgehalten und geben so dem Betrachter den Blick auf die erst 1914 angeschaffte Figur frei. Etwa auf der Höhe des weit auskragenden Gebälks befindet sich mittig eine Heilig-Geist-Taube in einem Strahlenkranz; darüber auf Gewölk eine Halbfigur von Gott Vater, die wie die Hauptfigur erst 1914 dem Hochaltar inkorporiert wurde. Der von einem Kreuz bekrönte Aufsatz wird von vier filigranen, weit auf das Gebälk ausschwingenden Voluten begleitet.
Von besonderem Interesse sind jedoch die beiden Figuren über den seitlichen Durchgängen des Hochaltares. Sie stammen aus der Werkstatt des berühmten Landshuter Bildhauers Christian Jorhan d. Ä. Rechts ist der heilige Sebastian dargestellt, links der heilige Evangelist Johannes. Letztere Figur weist durch eine Art schraubenförmige Bewegung eine besondere Dynamik auf. Diese sogenannte figura serpentinata findet man sonst vor allem in den Werken des Rokokobildhauers Ignaz Günther.
Die beiden nussbaumfarbenen, teils vergoldeten Seitenaltäre sind älter als der Hochaltar; sie wurden bereits um 1740 von der Mallersdorfer Klosterschreinerei geschaffen und als Pendants ausgeführt. Die Altarblättern datieren jedoch aus dem frühen 20. Jahrhundert; sie wurden von Alois Kainz aus Pfaffenberg gemalt und kamen erst bei der Renovierung von 1914 in die Westener Pfarrkirche. Das linke Altarblatt zeigt Maria im Kreise ihrer Eltern Anna und Joachim, das rechte die Steinigung des heiligen Stephanus. Die Auszugsgemälde sind dagegen original barock und wurden 1914 lediglich neu gefasst. Sie zeigen die Heiligen Florian (links) und Leonhard (rechts).

### Glasfenster
Anlässlich der Kirchenrenovierung im Jahr 1914 wurden neue Fenster mit Glasmalereien aus der Werkstatt Schneider in Regensburg eingesetzt. Im Chorraum sind darauf die heilige Anna mit der jungen Maria (nördlich) sowie der heilige Joachim beim Tempelgang Mariens (südlich) zu sehen. Die Glasfenster im Langhaus zeigen den heiligen Petrus Canisius mit dem Katechismus und die heilige Kreszentia von Kaufbeuren.

### Übrige Ausstattung

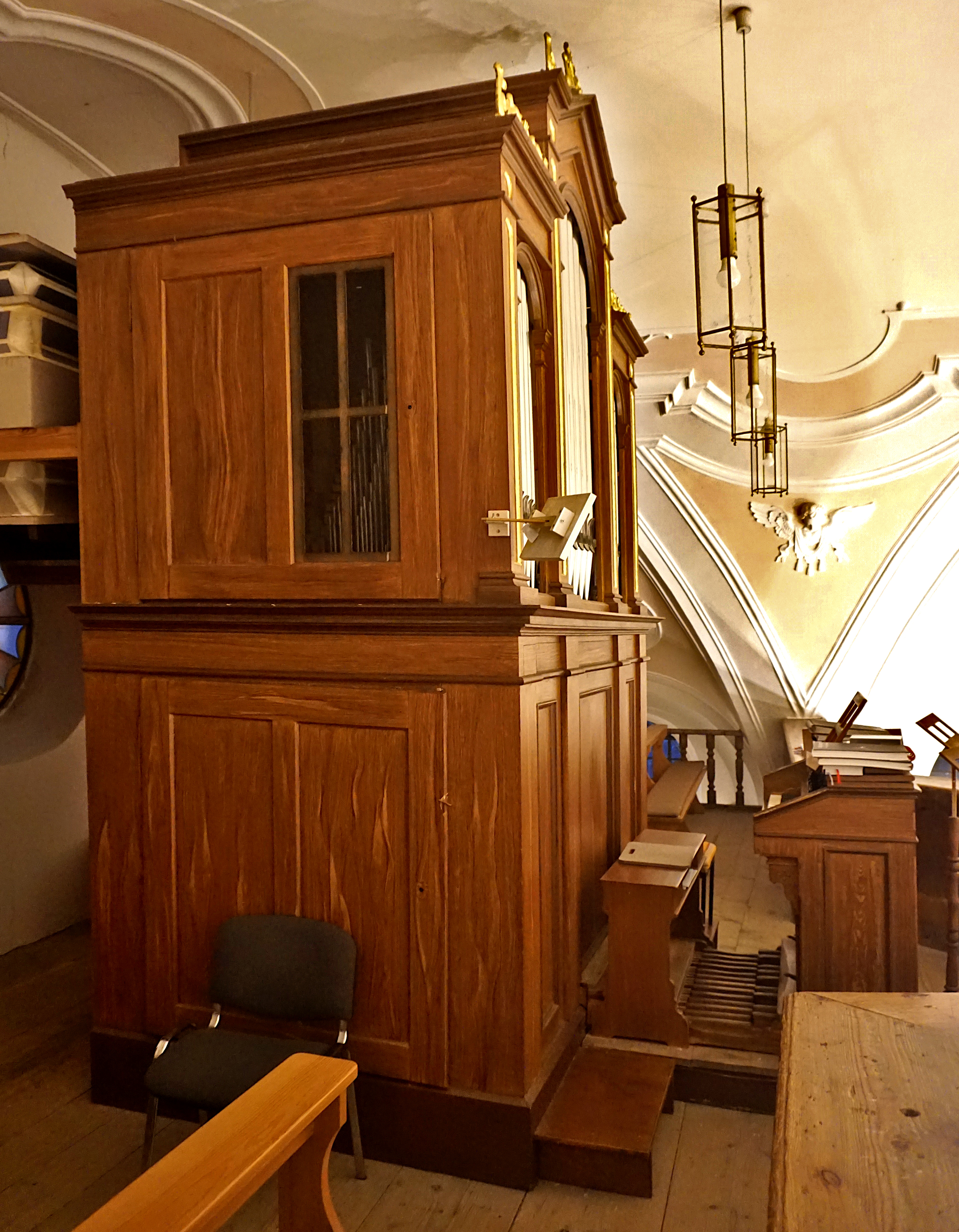
Orgel von Ludwig Edenhofer auf der zweiten Empore.

Von den ursprünglich zahlreichen Votivgaben, die von der regen Wallfahrtstätigkeit nach Westen zeugten, ist heute beinahe nichts mehr erhalten. Die Devotionalien wurden im Laufe der Zeit bei verschiedenen Renovierungsmaßnahmen abgenommen. Erhalten ist jedoch das frühere Gnadenbild, eine Straubinger Terrakottafigur aus der Zeit um 1480, die früher am Hochaltar gestanden sein soll. Die spätgotische Figur zeigt eine bekrönte Mutter Gottes mit dem Jesuskind. Auch ein qualitätvolles, mit Knorpelwerk verziertes Wandaltärchen mit einer Nachbildung der Schwarzen Madonna von Altötting, das um 1640 in der Mallersdorfer Klosterschreinerei entstanden sein dürfte, zeugt von der einstigen Marienverehrung. Erst 1914 wurde dagegen eine Barockfigur der heiligen Mutter Anna, die Maria das Lesen lehrt, angeschafft. Sie stammt ursprünglich aus der Pfarrkirche Taufkirchen (Vils).
Bei dem Taufstein, der in der Turmkapelle untergebracht ist, handelt es sich um ein spätgotisches Werk aus dem frühen 16. Jahrhundert – eines der wenigen Ausstattungsstücke, die noch aus der Entstehungszeit der Kirche stammen. Das mit Laub- und Bandwerk verzierte, halbkugelförmige Becken erhebt sich über einem gewundenen Schaft.